# Nové divadlo
Nové divadlo Oldřicha Nového (deutsch Das Neue Theater des Oldřich Nový) entstand 1934 in Prag (Tschechien) als experimentelle Bühne. Zu Beginn wurden Stücke unter der Regie des Surrealisten Jindřich Honzl aufgeführt. Ende des Jahres pachtete der Regisseur, Schauspieler, Übersetzer, Dramaturg und Autor zahlreicher Theaterstücke Oldřich Nový die Bühne. Er war zuvor von 1919 bis 1934 erfolgreich im Brünner Operettenhaus tätig.
Im Neuen Theater wollte er sich den Wunsch erfüllen, Musikkomödien aufzuführen. Die ersten zwei Jahre kämpfte das Theater um das Überleben, ab 1936 etablierte sich die Bühne. Zu den erfolgreichsten Inszenierungen gehörten damals Štěstí do domu (Glück in das Haus) (1934), Jedenáctý v řadě (Der elfte in der Reihe) (1941), Komediant (Komödiant) (1943) und Kavárnička (Das Kaffeehaus) (1937). Oldřich Nový war als Regisseur bekannt, der die Inszenierung ohne Improvisation aufführte (damals musste man für Improvisationen noch Geldstrafen zahlen). Seine Lieblingsrollen als Schauspieler waren der selbstbewusste Gentleman und der demütige Beamte.
Das Theater wurde 1948 vom Staat konfisziert. Das neue Ensemble mit realsozialistischen Bühnenstücken kam beim Publikum nicht an und führte das Theater in die Insolvenz.